# Семьяны
Семья́ны — село в Воротынском районе Нижегородской области, административный центр Семьянского сельсовета.

## География
Расположено на реке Семьянка, рядом с автомагистралью М7 «Волга».

## История
В 1804 году сёла Семьяны и Белавка принадлежали графу Головкину, помещикам Бахметеву и Жадовским. 

В 1859 году в селе Семьяна (при речках Семьянке и Жадонке) 1 стана Васильского уезда Нижегородской губернии проживали 1653 человека обоего пола (770 мужчин, 883 женщины) в 228 дворах, удельных крестьян.
Религия
В конце XIX века жители были прихожанами находящейся в селе церкви Архистратига Божия Михаила Нижегородской епархии. Церковь была построена в 1801 году, деревянная, двухпрестольная, сгорела в 1897 году.

К 1912 году в селе был построен и освящён новый трёхпрестольный каменный храм: главный престол — во имя собора архистратига Божия Михаила и прочих бесплотных сил, приделы — во имя Святых бессеребреников и чудотворцев Косьмы и Дамиана, святителя и чудотворца Николая (архитектор — Никитин А.К., председатель комитета по постройке храма — Демидов В.А.). Церковь была закрыта в 1936 году, вновь открыта для богослужений в 1943 году.  

## Население
| 2002 | 2010 |
| ---- | ---- |
| 848  | ↘803 |

В 1910 году в бывшем удельном селе Семьяны Воротынской волости Васильского уезда было 456 дворов.

По результатам переписи населения 2002 года преобладающая национальность жителей села — русские (88 %).

## Инфраструктура
В селе действует АО «Семьянское», занимающееся производством и реализацией молочной, зерновой и мясной продукции, находятся православная церковь и родник, который православные считают святым.
Памятники и памятные места
- Объект культурного наследия народов РФ регионального значения. Рег. № 521610500650005 (ЕГРОКН). Объект № 5200937000 (БД Викигида) Церковь Михаила Архангела (1912).

## Уроженцы
Село — родина Героя Советского Союза Михаила Семёновича Малова.